# Otmane El Assas
Otmane El Assas (Khouribga, 30 gennaio 1979) è un ex calciatore marocchino, di ruolo centrocampista.

## Carriera

### Nazionale
Ha partecipato due volte ai Giochi olimpici insieme alla selezione marocchina, la prima volta nel 2000 ai Giochi della XXVII Olimpiade a Sydney, mentre la seconda partecipazione è avvenuta nel 2004 quando partecipò ai Giochi della XXVIII Olimpiade ad Atene.
Nel 2002 ha fatto parte della squadra marocchina che ha partecipato alla Coppa delle nazioni africane 2002, edizione disputata nel Mali.

## Palmarès

### Club

#### Competizioni nazionali
- Coppa del Presidente: 1

Sharjah: 2002-2003
- Campionato qatariota: 3

Al-Gharafa: 2007-2008, 2008-2009, 2009-2010
- Qatar Stars Cup: 1

Al-Gharafa: 2009
- Emir of Qatar Cup: 2

Al-Gharafa: 2009, 2012
- Qatar Crown Prince Cup: 2

Al-Gharafa: 2010, 2011

#### Competizioni internazionali
- AFC Champions League: 1

Al-Ittihad: 2005
- Champions League araba: 1

Al-Ittihad: 2005